# Reserva nacional (Estados Unidos)
En Estados Unidos, una reserva nacional, también preserva (en francés: National Preserve) es una designación aplicada por el Congreso de Estados Unidos a las áreas protegidas que tienen características normalmente asociadas con los parques nacionales, pero en las que están permitidas ciertas actividades no permitidas en un parque nacional. Estas actividades son la caza pública, el trampeo, las prospecciones mineras, petróliferas y gasísticas y su posterior extracción. La mayoría de reservas son administradas por el Servicio de Parques Nacionales, un organismo dependientes del Departamento del Interior.
Muchas de las reservas nacionales podrían ser consideradas como parques nacionales si se excluyese la práctica de la caza.
Algunos ejemplos de reservas nacionales son: 
- La Bering Land Bridge National Preserve, que protege los restos del Puente de Beringia, el puente de hielo que se formó durante el Pleistoceno formando un paso entre América del Norte y Asia.
- La YReserva nacional de los Ríos Yukón-Charley, un área protegida en el río Yukón, con yacimientos paleontológicos y arqueológicos.

## Reservas nacionales de los Estados Unidos
| Imagen | width=40 px \| Ref. | Fecha                   | Denominación                                                    | Estado                               | Área (km²) | Gestión                         |
|        | RN 01               | 11 de octubre de 1974   | Big Cypress National Preserve                                   | Florida                              | 2916       | NPS                             |
|        | RN 02               | 11 de octubre de 1974   | Big Thicket National Preserve                                   | Texas                                | 395,90     | NPS                             |
|        | RN 03               | 10 de noviembre de 1978 | Jean Lafitte National Historical Park and Preserve              | Luisiana                             | 81         | NPS                             |
|        | RN 04               | 1 de diciembre de 1978  | Monumento nacional y Reserva de Aniakchak                       | Alaska                               | 2,44       | NPS                             |
|        | RN 05               | 1 de diciembre de 1978  | Bering Land Bridge National Preserve                            | Alaska                               | 10 922     | NPS                             |
|        | RN 06               | 1 de diciembre de 1978  | Reserva nacional del Noatak                                     | Alaska                               | 26 587     | NPS                             |
|        | RN 07               | 1 de diciembre de 1978  | Reserva nacional de los Ríos Yukón-Charley                      | Alaska                               | 10 220     | NPS                             |
|        | RN 08               | 2 de diciembre de 1980  | Parque nacional y reserva de la Bahía de los Glaciares          | Alaska                               | 13 287     | NPS                             |
|        | RN 09               | 2 de diciembre de 1980  | Parque nacional y Reserva Katmai                                | Alaska                               | 19 122     | NPS                             |
|        | RN 11               | 2 de diciembre de 1980  | Parque nacional y reserva del lago Clark                        | Alaska                               | 16 308     | NPS                             |
|        | RN 11               | 2 de diciembre de 1980  | Parque nacional y reserva Wrangell-San Elías                    | Alaska                               | 53 321     | NPS                             |
|        | RN 12               | 2 de diciembre de 1980  | Parque nacional y Reserva Denali                                | Alaska                               | 24 585     | NPS                             |
|        | RN 13               | 2 de diciembre de 1987  | Parque nacional y reserva Puertas del Ártico                    | Alaska                               |            | NPS                             |
|        | RN 14               | 16 de febrero de 1988   | Timucuan Ecological and Historic Preserve                       | Florida                              | 186,16     | NPS                             |
|        | RN 15               | 24 de febrero de 1992   | Salt River Bay National Historical Park and Ecological Preserve | Islas Vírgenes de los Estados Unidos |            | NPS & U.S. Virgin Islands Gov't |
|        | RN 16               | 24 de diciembre de 1992 | Little River Canyon National Preserve                           | Alabama                              | 55,17      | NPS                             |
|        | RN 17               | 31 de diciembre de 1994 | Mojave National Preserve                                        | California                           | 6211,19    | NPS                             |
|        | RN 18               | 12 de noviembre de 1996 | Tallgrass Prairie National Preserve                             | Kansas                               | 44,1       | NPS                             |
|        | RN 19               | 21 de agosto de 2002    | Craters of the Moon National Monument and Preserve              | Idaho                                | 2892,41    | NPS /BLM                        |
|        | RN 20               | 13 de diciembre de 2004 | Parque nacional y reserva Grandes Dunas de Arena                | Colorado                             | 343        | NPS                             |